# The Man on Lincoln’s Nose
The Man On Lincoln’s Nose ist ein US-amerikanischer Dokumentarfilm aus dem Jahr 2000.

## Handlung
Der Film beschreibt die Arbeit des Production Designers und Art Directors Robert F. Boyle (1909–2010). Boyle erzählt, wie er an den Hitchcock-Filmen Der unsichtbare Dritte, Die Vögel und Marnie arbeitete.
Interviews mit dem Regisseur Norman Jewison, dem Produzenten Walter Mirisch und dem Szenenbildner Henry Bumstead geben weitere Einblicke in Boyles Arbeit.

## Auszeichnungen
2001 wurde der Film in der Kategorie Bester Dokumentar-Kurzfilm für den Oscar nominiert.

## Hintergrund
Die Uraufführung fand am 20. Oktober 2000 statt.
Der Titel der Dokumentation spielt auf die Verfolgungsszene aus dem Hitchcock-Thriller Der unsichtbare Dritte an, die beim Mount Rushmore National Memorial spielt. Dabei wurden die Präsidentenköpfe im Studio nachgebaut.